# Estación de Guanajuato
Guanajuato fue una estación de trenes que se encuentra en Guanajuato, Guanajuato.

## Historia
El 21 de noviembre de 1882 se inauguró el ramal hacia Guanajuato del Ferrocarril Central Mexicano, el cual venía desde Silao, donde se podía comunicar con otras partes de la República. El día de la inauguración corrió un tren desde México hasta la estación de Marfil, desde donde los pasajeros continuaron hasta Guanajuato por coche. En el ramal, solamente 18 km entre Silao y Marfil fueron operados mediante locomotoras, los otros 5 km entre Marfil y la estación de El Cantador, en Guanajuato, fueron operados por tracción animal.
Durante 1906-1909, el Ferrocarril Central Mexicano realizó trabajos de proyección y de adquisición de terrenos para la construcción de la línea de Márfil a Guanajuato y para una estación en Guanajuato. El 10 de junio de 1908 el tren llegó hasta la estación de Guanajuato, la cual fue inaugurada hasta el 16 de septiembre de ese mismo año.